# Natural horsemanship
Natural horsemanship (ofta förkortat NH) är engelska och betyder ordagrant ungefär naturligt handhavande av hästar. Det är en skolbildning och en lära om hur man kan arbeta med hästar. Enligt utövarna sker det på ett mer naturligt sätt genom att ryttaren utbildas i hur hästar beter sig och tänker.
Läran går ut på att öka samarbetet och relationen mellan hästen och ryttaren genom att kommunicera med hästen på hästens eget språk. Natural horsemanship bygger på begreppet horsemanship där man lär sig att förstå hästen på ett djupare plan, exempelvis hur hästen ser saker och ting och hur de uppfattar omvärlden. Natural horsemanship används inom träning för all slags ridsport och då speciellt inom westernridning. Natural horsemanship kan utövas både från marken och uppsutten i sadel som ryttare. Natural horsemanship har blivit populärt de senaste tio-tjugo[när?] åren men har sina rötter i antikens Grekland och fältherren och skriftställaren Xenofons (430-355 f.Kr.) erfarenheter av hästskötsel och ridning.  

## Historia
Grunden till nästan alla de olika inriktningarna inom natural horsemanship ligger i att hästen i grund och botten är ett vilt flockdjur och flyktdjur, som kommunicerar genom kroppsspråk. Tanken är att hästen ska kunna tränas och dresseras utan piskor eller straff och hästen ska känna sig lugn och trygg med sin ryttare. Genom att behandla hästen med respekt och med lyhördhet för hur den tänker kan ryttaren förtjäna ledarskapet. Metoder liknande dessa användes och lärdes ut redan under antiken i Grekland av Xenofon. Man skulle kunna säga att många av dagens moderna tekniker inom hästhantering har sitt ursprung från denna tid. Xenofon skrev bland annat en bok, Om hästar och ridning. Mycket av den här tekniken försvann när människan lärde sig att själva avla hästar för olika ändamål och med olika temperament. Under 1700- och 1800-talets USA, när cowboys hade hand om den mest omfattande hanteringen av hästar, var det vanligare att man använde hårdare metoder för att så snabbt som möjligt tämja en häst. 
Den moderna natural horsemanship-läran har sina rötter i nordvästra USA där cowboytraditionerna var som starkast. Det handlar egentligen om att man samlat ihop kunskap om en viss sorts hästhantering och satt ett namn på det. Sedan 1981 har till exempel Pat Parelli bland annat utövat och lärt ut sin egen teknik och många andra har följt hans exempel. Sedan 1990-talet har NH-traditionen spridit sig och blivit ett populärt sätt att hantera sina hästar på. 

## Parelli
Parelli Natural Horsemanship (ofta förkortat PNH eller bara Parelli) är förmodligen det största varumärket inom natural horsemanship. PNH är ett program som vem som helst kan följa för att skapa en bättre relation till sin häst. Parellitekniken grundades 1981 av Pat Parelli, en amerikan som använder en långtgående systematiserad variant av natural horsemanship kommersiellt. Den går ut på att lära hästen använda sin logiska förmåga, att tänka och fundera ut lösningar. Slutmålet är en trygg och funderande häst, som inte är lika flyktbenägen som hästar till naturen är. Många som dagligen sysslar med hästar har egentligen samma kunskap och metod, utan att kalla det just för PNH. Det Pat Parelli kan sägas ha gjort är en sammanställning av redan befintlig kunskap, för att göra den tillgänglig för fler.
Den inriktning som kallas natural horsemanship hänger ihop med westernridningens metodiska grundträning av hästar, många av de mer kända utövarna som Monty Roberts, Ray Hunt, Pat Parelli med flera är därmed amerikaner. Parelliprogrammet kombinerar sunt förnuft med psykologi och kommunikation och programmet går ut på att man först och främst utbildar människan och inte hästen.

## Termer och begrepp i natural horsemanship

### Tryck och eftergift
Via tryck ber man hästen göra något. Som exempel kan skänkling (när ryttaren trycker sina ben in mot hästen) betyda att ryttaren vill att hästen ska gå framåt. Det handlar om att göra det önskade (i detta fall rörelse framåt) enkelt och behagligt för hästen, och det oönskade (i detta fall att fortsätta stå still) svårare och mer obehagligt för hästen.
I samma stund hästen gör det ryttaren bett om (i detta fall börjar röra sig framåt) upphör trycket. Det innebär en eftergift. Eftergift innebär att man, genast när hästen gör rätt, släpper allt tryck. Eftergiften är en belöning. Det är så hästen förstår att den gjort rätt.

### Fasande tryck
Genom att börja med en minimal signal och sedan förstärka signalen stegvis, tills att hästen gör rätt, kommer hästen så småningom att svara på mindre och mindre signaler. Man ger helt enkelt hästen en chans att svara på en svagare signal, innan det blir obehagligt. Syftet med detta är en förfinad kommunikation mellan häst och människa.

### Sensitivitetsträning
Betyder egentligen att man "avsensitiviserar" hästen för att vänja hästen vid olika föremål. Man kan ha hästen helt lös eller på en längre lina, så att den har möjlighet att röra sig om den skulle bli rädd. Man kan till exempel leka med presenningar, papperspåsar eller paraplyer. Bara fantasin sätter gränserna! Sensitivitetsträningen syftar till att hästen ska lära sig att inte svara på alla situationer genom att fly, vilket är det mest naturliga för den, utan att istället fortsätta vara lugn och tänkande. Kan vi lära hästen det, så blir samvaron med hästen säkrare och hästen har lättare att klara av ett liv med människor.

### Repgrimman
Repgrimman är en grimma gjord i knutet mjukt rep som fungerar så att den lägger tryck på hästens nos och bakom öronen. Den gör att trycket blir tydligare och hästen förstår lättare. I natural horsemanship använder man gärna repgrimma, samt ett långt rep i stället för vanligt kort grimskaft och vanlig grimma. Att repet är längre beror på att det dels ger hästen möjlighet att röra sig om den blir osäker eller rädd, och dels ger det människan möjlighet att få iväg hästen en bit bort. Detta rep kallas för ibland för leadrope och de vanligaste längderna är mellan 3,6 och 13,7 meter, men både längre och kortare längder förekommer dock. Det är oftast tyngre än vanliga grimskaft och vanligt är att de har en läderflärp i slutet.

### Flytta bakdelen
Inom natural horsemanship arbetar man ofta med att få hästen att flytta sig. Detta kan människan göra både från marken och under ridning. Det handlar i grunden om att utveckla en kommunikation mellan häst och människa, vilket förenklar samvaron. Hästar kan också kämpa för att få andra hästar att flytta på sig i alla möjliga olika situationer, som en lek för att se vem som klarar vad. Den som får andra att flytta på sig, och själv står stilla, är ofta den som har de andras respekt. Detta gäller enligt NH både hästar och människor. Det blir därmed viktigt att vara medveten om när hästen försöker få människan att flytta på sig, och då be hästen flytta sig istället, för att så småningom kunna förtjäna hästens respekt.
Många som utövar natural horsemanship använder en metod för att kontrollera hästen vid ridning genom att bromsa bakdelen, eller egentligen bakfötterna. One-rein-stop innebär att ryttaren stannar hästen med hjälp av en tygel. Detta är en "nödbroms" eller den sista fasen om hästen inte svarar på svagare signaler. Genom att ta tag med ena handen på tygeln något närmare hästens huvud än vanligt, och sedan föra handen bakåt mot ryttarens lår, får ryttaren hästens huvud med sig. Hästens bakdel, som är framåtdrivande, kan inte fortsätta springa när framdelen "står still" eller är böjd. Det är väldigt viktigt att omedelbart släppa tygeltaget i exakt samma stund som hästen saktar av. Annars är det omöjligt för hästen att förstå vad det var ryttaren menade med tygeltaget.

### Flytta framdelen
En islandshäst pressar ofta andra hästar och även människor till att flytta på sig med hjälp av framdelen, speciellt bogen. Detta har sitt ursprung i hur stoet flyttar sitt föl, som ofta befinner sig vid moderns bog. Detta är enligt NH viktigt att tänka på när man hanterar hästar, så att man inte låter hästen knuffa och putta människan hit och dit, för då har hästen nämligen ingen respekt för människan. En metod inom NH är att inte gå bredvid hästens bog då man leder den, utan istället gå framför hästen. Försöker hästen komma för nära så använder människan änden av ledrepet till att markera sin personliga sfär. Då människan rytmiskt svingar repet fram och tillbaka runt kroppen signalerar han/hon till hästen att "Jag skulle inte komma närmare om jag var du". Går hästen trots detta närmare människan, så träffas hästen förmodligen av repet och backar sedan. Det handlar inte om att vilja träffa hästen, utan om att skydda sig själv från att få hästen alltför nära. Har hästen ingen respekt för människan kan det i värsta fall leda till att människan blir översprungen.

### Sänka nacken
En lugn och tänkande häst har huvudet relativt lågt, till skillnad från en stressad och instinktiv häst som håller huvudet högt. Inom natural horsemanhip lär man hästen att kunna sänka sitt huvud och inte spjärna emot, på samma sätt som man övar på att flytta fram- och bakdel. Man kan till exempel lägga en hand på hästens nacke och sedan långsamt öka trycket tills hästen ger efter. Omedelbart då hästen reagerar släpper människan trycket och kliar istället med handen. När hästen sänker sin nacke utlöses endorfiner[källa behövs] och hästen blir lugn.

### Göra saker från båda hållen
Hästens hjärnhalvor kommunicerar inte lika bra som de gör hos människan.[källa behövs] Därför tänker man inom natural horsemanship på att göra och lära allt från både höger och vänster om hästen. Och även under, över, framför och bakom med för den delen. Har människan visat hästen en läskig sak från ena sidan, gör man det sedan från andra sidan också. En häst som förstått att en sak inte är farlig, när den dyker upp på vänstra sidan, kan ändå bli mycket rädd för en precis likadan sak, som dyker upp på högra sidan.[källa behövs]
En mer avancerad beskrivning av det hela är att det hästen ser med höger öga, går in genom höger öga och lagras i vänster hjärnhalva. Det hästen ser genom vänster öga, går in genom vänster öga och lagras i höger hjärnhalva. Till en början är signalerna mellan hjärnhalvorna mindre aktiva, allt eftersom man kommunicerar och umgås med hästen via natural horsemanship ökar signalernas aktivitet.[källa behövs] Precis som människor kan hästen arbeta upp sin förmåga till logiskt tänkande.[källa behövs] Inom NH är målet att få hästen att använda sin logiska förmåga istället för att bli rädd och fly.

### Att arbeta med hästen lös
Många som använder NH-principer när de hanterar hästar arbetar ibland med hästen lös. Detta är inget som rekommenderas ovana, utan det kräver att människan verkligen vet vad hon/han gör. En person som är ovan att arbeta med hästar enligt NH ska alltid börja med att ha hästen på en lite längre lina eller rep. Det finns de som uppfattar vissa NH-metoder som någon form av longering, vilket är felaktig. Longering innebär endast motion av hästens kropp, medan NH syftar till att öva hästens psyke och utveckla relationen mellan häst och människa.

### Join-up
Join-Up är både ett samlingsnamn för hästtränaren Monty Roberts sätt att träna hästar och namnet på ett specifik träningspass i rundpaddock där man jobbar med hästen lös och kommunicerar med den med hjälp av kroppsspråk. Hästen drivs framåt i båda varv lika långt som hästens naturliga flyktdistans, ca 400-600 meter vartefter hästen visar ett antal tecken som signalerar att hästen är villig att samarbeta. När människan som utför denna Join-Up har uppmärksammat följande tecken: innerörat ”fästs” mot människan, hästen rör sig stundtals på en mindre cirkel, hästen slickar och gör tuggande rörelser med munnen och huvudet sänks ner mot marken ett par steg, då slutar människan driva på hästen, tar ner blicken och ändrar sitt kroppsspråk för att bjuda in hästen att komma till människans sida. Själva ögonblicket när hästen väljer att gå ända fram till människan är det som kallas Join-Up. Människan stryker då hästen mjukt i pannan och går sedan ifrån hästen som då följer efter i vad som kallas Follow-Up.
En korrekt utförd Join-Up kan liknas vid en konversation där man kommer överens om att vara ett team, men att människan får vara den som visar vägen och får fatta de viktiga besluten. Join-Up gör man bara ca 3-6 gånger i hästens liv, därefter bör man vara överens om att man är ett team och man kan hitta på mer roliga saker att göra med sin häst.

### Korall
En korall, även kallad round pen eller rundkorall, är en rund inhägnad som används, även inom westernridningen, för träning av hästar. Den är vanligtvis 14 - 20 meter i diameter.

### Att arbeta med rep
Enligt till exempel Pat Parelli är det bästa att börja leka med hästen på rep. Vanliga längder på rep är 3,6 meter, 6,7 meter och 13,7 meter. Det är ofta enklast att börja med någon av de två kortare längderna, annars kan det bli svårt för människan att vara tydlig. Det handlar till en början mest om att flytta hästen åt alla möjliga håll, att stanna och starta hästen etc. med hjälp av kroppsspråk och människans position i förhållande till hästen. Inte som i klassisk longering, då man "motionerar" hästen genom att låta den springa runt på en cirkel, vilket avråds inom natural horsemanship. Genom traditionell longering kommer du att få en häst med väl utvecklad fysik, men kanske utan möjlighet att kommunicera med den.

### Etologi
Etologi är läran om djurs beteende. Detta är en grundsten i Natural Horsemanship, som utgår från hur hästar tänker och fungerar.